# Ploceus
Ploceus – rodzaj ptaków z podrodziny wikłaczy (Ploceinae) w rodzinie wikłaczowatych (Ploceidae).

## Występowanie
Rodzaj obejmuje gatunki występujące w orientalnej Azji.

## Morfologia
Długość ciała 15 cm; masa ciała 16–40 g.

## Systematyka

### Etymologia
- Ploceus: gr. πλοκευς plokeus – „tkacz”, od πλεκω plekō – „wyplatać, splatać”[6].
- Ploceella: zdrobnienie nazwy rodzaju Ploceus Cuvier, 1816[7]. Gatunek typowy: Ploceus javanensis Lesson = Loxia hypoxantha Sparrman, 1788.

### Podział systematyczny
Do rodzaju należą następujące gatunki:
- Ploceus megarhynchus Hume, 1869 – wikłacz wielkodzioby
- Ploceus hypoxanthus (Sparrman, 1788) – wikłacz złotobrzuchy
- Ploceus benghalensis (Linnaeus, 1758) – wikłacz bengalski
- Ploceus manyar (Horsfield, 1821) – wikłacz kreskowany
- Ploceus philippinus (Linnaeus, 1766) – wikłacz złotogłowy